# 沙头镇 (扬州市)
沙头镇，是中国江苏省扬州市广陵区下属的一个镇，位于扬州市南部，濒临长江。全镇辖14个村民委员会和两个居民委员会，总人口4.6万人，总面积62平方公里。抗战时期金融巨子胡笔江的故乡就是在这里。